# Marija Nablocka
Marija Nablocka (Astrahan, 14. srpnja 1890. – Ljubljana, 6. listopada 1969.), slovenska kazališna i filmska glumica ruskog podrijetla.

## Životopis
Rođena je kao Marija Nikolajevna Borislavska u Astrahanu, a od dolaska u Ljubljanu 1922. godine svuda koristi ime Marija Nablocka. Članica je Narodnog kazališta (Drame) u Ljubljani do 1956., a godine 1965. dobila je Župančičevu nagradu za životno djelo.
Godine 1953. godine pojavila se u slovenskom igranom filmu "Jara gospoda" redatelja Bojana Stupice, negdje spominjan i kao "Skorojevići".
Mirko Mahnič, slovenski scenarist te kazališni i filmski redatelj, 1959. godine snimio je, na osnovu svojih dokumentarnih zapisa u knjizi "Marija Nablocka - Ispovjesti" (1959., Knjižnica mestnega gledališča, šesti svezek), kratki dokumentarni film "Marija Nablocka" o ovoj velikoj slovensko-ruskoj kazališnoj i filmskoj umjetnici.
Godine 1985. slovenski redatelj Dragan Živadinov napravio je retrogardni kazališni događaj "Marija Nablocka".

## Kazališne i filmske uloge
- Lidia Voronina, operna glumica, u filmu "Vlast demona" (1917.), red. Nikolaj Malikov[6]
- Vera Pavlovna, Krapilinova supruga, u filmu "Što učiniti?" (1919.), red. Mihail Bonč Tomaševski i Aleksej Smirnov[7]
- Nastasija Filipovna, "Idiot", Fjodor Mihajlovič Dostojevski, 1922., red. Boris Vladimirovič Putyata

- Grofica, "Gobsek", Walter Hasenclever, 1926./1927., red. Boris Vladimirovič Putyata, Ljubljanska drama
- Barunica Castelli Glembay "Gospoda Glembajevi" Miroslava Krleže, ( sezona 1930./1931. godine do sezone 1937./1938.), red. Branko Gavella
- Ana Andrejeva, "Revizor", Nikolaj Vasiljevič Gogolj, 1939./1940., red. Bratko Kreft, Ljubljanska drama
- Živka, "Gospa", Branislav Nušić, (1947.), red. Fran Žižek
- Canina, prostitutka, "Volpone" Ben Jonson / Stefan Zweig, (u sezoni 1928./1929.) i (u sezoni 1950./iz 1951. godine)
- Madame Lily, u filmu "Jara gospoda" (1953.), red. Bojan Stupica[8]
- Gospođa Berthe, "Jedan čovjek kao svi drugi", Armand Camille Salacrou, 1953./1954., red. France Jamnik, Ljubljanska drama
- Grofica Aurellia, "Luđakinja iz Chailotta", Jean Giraudoux, (1956), red. Bratko Kreft/Mirko Mahnič, Ljubljanska drama
- Grofica Orlova, "Zlatni oktobar", Mira Mihelič, 1954/1955., Mestno gledališče ljubljansko

## Kazališne režije
- "Oluja" A. N. Ostrovski, red. M. Nablocka, MGLJ, 1951.1951. - Aleksander Nikolajevič Ostrovski, Oluja, red. Marija Nablocka, Mestno gledališče Ljubljana, premijera 28. 5. 1951.[9]

## Nagrade i priznanja
- Red rada II stupnja (1949.)
- Župančićeva nagrada (1965.)

## Vanjske poveznice
- Marija Nablocka u internetskoj bazi filmova IMDb-u (engl.)